# 2661 Bydžovský
2661 Bydžovský è un asteroide della fascia principale. Scoperto nel 1982, presenta un'orbita caratterizzata da un semiasse maggiore pari a 3,0247422 UA e da un'eccentricità di 0,0969196, inclinata di 9,94564° rispetto all'eclittica.
L'asteroide è dedicato al matematico ceco Bohumil Bydžovský.